# NGC 5986
NGC 5986 là cụm sao cầu trong chòm sao Sài Lang, nằm cách Mặt Trời khoảng 34 ngàn năm ánh sáng.